# Barbudet de carpó groc
El barbudet de carpó groc (Pogoniulus bilineatus) és una espècie d'ocell de la família dels líbids (Lybiidae).

Habita boscos, clarianes, sabanes i garrigues del Senegal, Gàmbia, Guinea Bissau, sud-est de Guinea, Sierra Leone, Libèria, Costa d'Ivori, Ghana, Togo, Benín, Nigèria, sud de Camerun, l'illa de Bioko, Guinea Equatorial, el Gabon, República del Congo, República Centreafricana, República Democràtica del Congo, el Sudan del Sud, oest d'Uganda i oest de Kenya i, més cap al sud, al nord d'Angola, nord de Zàmbia i oest de Tanzània i cap a l'est, des de l'est d'Uganda i centre i sud-est de Kenya, cap al sud, a través de Ruanda, Burundi, oest de Tanzània, illes de Zanzíbar i Mafia, Malawi, est de Zàmbia, Moçambic i l'est de Zimbàbue fins l'est de Sud-àfrica.